# Saint-Léger-en-Yvelines
Saint-Léger-en-Yvelines è un comune francese di 1 500 abitanti situato nel dipartimento degli Yvelines nella regione dell'Île-de-France.
Nel territorio comunale ha la sua sorgente il fiume Vesgre.

## Società

### Evoluzione demografica
Abitanti censiti